# Корсари III
Корсари III — третя гра серії «Корсари», що випускається російською компанією Акелла. Випущена у 2005 році.

## Сюжет
За обіцянками розробників, в грі повинні були бути присутніми декілька різних сюжетних персонажів. Насправді гравець вибирає лише країну, за яку він буде грати: Англію, Францію, Іспанію, Голландію або за піратів. Після чого, гравець вибирає, яким персонажем управляти (братом Блейз або сестрою Беатрис).
На початку гри, хтось, що представився головному герою другом загиблого батька Ніколаса Шарпа (головного героя першої частини), передає персонажу половину «карти скарбів», і повідомляє, що друга половина втрачена. Далі гравець може ходити по острову, беручи завдання у губернатора, відвідувачів таверни, бармена. Таким чином він накопичує досвід. При певній кількості досвіду гравець отримує новий рівень. З кожним рівнем можна поліпшити свої вміння і отримати якусь здатність (гравець сам вибирає яку, деякі здібності стають доступними тільки після отримання інших). Після досягнення 10 рівня гравцеві в будь таверні бармен буде пропонувати купити у нього шматок старої карти, який виявиться другою половиною карти скарбів батька. Карта призводить гравця на Домініку (підказка на карті «Шукай вниз від північного святого і на один вище його прекрасної тезки» приховує під собою острова Сен-Мартен і Мартиніка, між якими і знаходиться Домініка), в грот, де вас зустріне брат / сестра персонажа. Також там буде лежати золото батька. Після невеликої дуелі суперник розповідає історію про плани батька о створенні піратської держави. Після чого дається вибір: поділити золото, або залишити все золото собі, або втілити батьківські мрії про створення піратської держави на Карибах. Якщо вибрати третє, то сюжет закине гравця на острів Ісла Мона, в таверну. Там одна людина розповість, що потрібно зробити для здійснення плану батька. Спочатку доведеться викликати на дуель губернатора піратського міста. Дуель доволі довга та важка. Після чого потрібно почекати два тижні, блукаючи округою, при цьому всі нації крім піратів будуть вашими ворогами. Потім потрібно прийти в резиденцію, де буде відбуватися збір вільних капітанів. Власне кажучи, після цього, сюжет закінчується. Залишається захопити всі колонії, для створення піратської держави. Гра закінчиться прощальним відеороликом.

## Аддони та доповнення
До гри було випущено досить багато як офіційних аддонів, так і фанатських модифікацій:
- Корсари III: Скриня мерця — офіційний аддон від Акелла, випущений восени 2007 року.
- Корсари: Повернення легенди — повноцінна гра (створена шанувальниками серії, командою Seaward.ru) використовує рушій Storm Engine 2.5 і не вимагає установки оригінальної гри.
- Корсари: Місто загублених кораблів — повноцінна гра, створена командою Seaward.ru.
- Корсари 3: Таємниці Дальніх Морів — гра, яка відрізняється від всіх інших серій ігор «Корсари». Головна перлина гри — це повноцінний захоплюючий сюжет, просочений духом романтики і перетинається з трилогією фільмів «Пірати Карибського Моря». Гра створена командою BGTeam на рушії Storm Engine 2.5, видавець BestGamer.ru.
- «Корсари: Історія Пірата» — адд-он від команди Corsairs-Harbour.Ru [Архівовано 9 лютого 2016 у Wayback Machine.] до гри «Місто Втрачених Кораблів», тут ви будете свідками неймовірних пригод головних героїв в нових сюжетних лінійках.
- Корсари: Кожному своє — повноцінна гра створена фанатської командою BlackMark Studio.

## Відгуки
Гра зібрала безліч відгуків, але більшість з них були негативними. «Корсарів III» лаяли за «сирість», нестабільність та величезну кількість глюків. На популярному ігровому сайті IGN гра набрала високий бал — 7.9 з 10. У той же час як на сайті AG гра виграла особливу номінацію Absolute Top 2005 — «Найглючніша гра».